# Hymn Pielęgniarek
Hymn Pielęgniarek – hymn wykonywany był przez uczennice liceów medycznych (pielęgniarskich) podczas czepkowania, czyli nałożenia pierwszego (symbolicznego) czepka pielęgniarskiego, który na pierwszym roku był cały biały, na drugim roku był biały z jednym pionowym paskiem, na trzecim roku posiadał już dwa pionowe paski, natomiast przy otrzymaniu dyplomu pielęgniarki/pielęgniarza, czepek był w kolorze białym z poziomym czarnym paskiem.

## Historia hymnu

### Hymn przedwojenny
Pierwszy hymn polskich pielęgniarek został skomponowany ok. 1935 przez Jana Kielarskiego na zamówienie Zarządu Głównego Polskiego Czerwonego Krzyża. Hymn ten śpiewany był w szkołach pielęgniarskich także w pierwszym dziesięcioleciu po II wojnie światowej, po czym jego słowa zostały zastąpione przez nowe, autorstwa pielęgniarki Danuty Zahaczewskiej.

### Hymn powojenny
Słowa polskiego powojennego „Hymnu pielęgniarek” zostały napisane w latach 1948-1949 przez słuchaczkę Szkoły Pielęgniarstwa PCK we Wrocławiu. Była nią Danuta Krystyna Zahaczewska po mężu Sobolewska (1921-1993) – pielęgniarka, poetka, żołnierz Armii Krajowej, więzień polityczny i wieloletni prezes Stołecznego Oddziału Polskiego Towarzystwa Pielęgniarskiego.
Nowy tekst „Hymnu pielęgniarek”, ułożony do muzyki hymnu przedwojennego, miał przede wszystkim podkreślać rolę i posłannictwo pielęgniarek w czasach pokoju. Po 1956 r. autorka wprowadziła w słowach ułożonej pieśni znaczącą zmianę, nadającą nowy sens jej przesłaniu. Kończący ją wers: „Służyć chcemy idei socjalizmu”, zastąpiła nowym: „Służyć chcemy idei humanizmu”.
Hymn Danuty Sobolewskiej zyskał uznanie środowiska i wszedł na stałe do jego tradycji, jako ważny element pielęgniarskiego zawodowego ceremoniału. Z czasem zaczęły pojawiać się jego nieco różniące się lokalne odmiany, a w ślad za nimi twierdzenia o wielokrotnych zmianach tekstu, a nawet o jego wielu autorach. W 1989 r. Zarząd Główny Polskiego Towarzystwa Pielęgniarskiego zatwierdził inn formę „Hymnu pielęgniarek”.
Ostatni autoryzowany tekst hymnu ukazał się w 1999 r. w wydanych we Wrocławiu wspomnieniach Danuty Sobolewskiej. W środowisku pielęgniarskim od 1966 r. szerzej znana jest inna wersja tekstu, z nieznacznymi zmianami wprowadzonymi prawdopodobnie przez warszawską pielęgniarkę Małgorzatę Lisowską (Okrąglak-Lisowską).